# تيري أوستين (لاعب كرة قدم)
تيري أوستين (بالإنجليزية: Terry Austin)‏ (1 فبراير 1954 بايزلورث في المملكة المتحدة - ) هو لاعب كرة قدم بريطاني في مركز الهجوم. لعب مع إيبسويتش تاون وكريستال بالاس ونادي بليموث أرجايل ونادي دونكاستر روفرز ونادي نورثامبتون تاون ونادي والسول وهدرسفيلد تاون ونادي مانسفيلد تاون.

## وصلات خارجية
- تيري أوستين على موقع قاعدة بيانات كرة القدم.إي يو (الإنجليزية)